# Morenci, Michigan
Morenci är en ort i Lenawee County i delstaten Michigan. Orten hette ursprungligen Brighton. Vid 2010 års folkräkning hade Morenci 2 220 invånare.

## Kända personer från Morenci
- Tony Scheffler, utövare av amerikansk fotboll